# Anna de' Medici (1553-1553)
Anna de' Medici (Firenze, 19 marzo 1553 – Firenze, 1º agosto 1553) fu la decima dei figli del granduca di Toscana Cosimo I de' Medici e di Eleonora di Toledo. Morì pochi mesi dopo la nascita.

## Ascendenza
|                                  |                                       |                                       | Genitori                     |  |  | Nonni |  |  | Bisnonni             |  |  | Trisnonni                |  |
|                                  |                                       |                                       |                              |  |  |       |  |  | Giovanni il Popolano |  |  | Pierfrancesco il Vecchio |  |
|                                  |                                       |                                       |                              |  |  |       |  |  | Giovanni il Popolano |  |  | Pierfrancesco il Vecchio |  |
|                                  |                                       | Laudomia Acciaiuoli                   |                              |  |  |       |  |  | Giovanni il Popolano |  |  |                          |  |
| Giovanni dalle Bande Nere        |                                       |                                       |                              |  |  |       |  |  | Giovanni il Popolano |  |  |                          |  |
|                                  |                                       | Caterina Sforza                       | Galeazzo Maria Sforza        |  |  |       |  |  |                      |  |  |                          |  |
|                                  |                                       | Caterina Sforza                       | Galeazzo Maria Sforza        |  |  |       |  |  |                      |  |  |                          |  |
|                                  |                                       | Caterina Sforza                       | Lucrezia Landriani           |  |  |       |  |  |                      |  |  |                          |  |
| Cosimo I de' Medici              |                                       | Caterina Sforza                       |                              |  |  |       |  |  |                      |  |  |                          |  |
|                                  |                                       | Jacopo Salviati                       | Giovanni Salviati            |  |  |       |  |  |                      |  |  |                          |  |
|                                  |                                       | Jacopo Salviati                       | Giovanni Salviati            |  |  |       |  |  |                      |  |  |                          |  |
|                                  |                                       | Jacopo Salviati                       | Elena Gondi                  |  |  |       |  |  |                      |  |  |                          |  |
| Maria Salviati                   |                                       | Jacopo Salviati                       |                              |  |  |       |  |  |                      |  |  |                          |  |
|                                  |                                       | Lucrezia di Lorenzo de' Medici        | Lorenzo de' Medici           |  |  |       |  |  |                      |  |  |                          |  |
|                                  |                                       | Lucrezia di Lorenzo de' Medici        | Lorenzo de' Medici           |  |  |       |  |  |                      |  |  |                          |  |
|                                  |                                       | Lucrezia di Lorenzo de' Medici        | Clarice Orsini               |  |  |       |  |  |                      |  |  |                          |  |
| Anna de' Medici                  |                                       | Lucrezia di Lorenzo de' Medici        |                              |  |  |       |  |  |                      |  |  |                          |  |
|                                  | Fadrique Álvarez de Toledo y Enríquez | García Álvarez de Toledo y Carrillo   |                              |  |  |       |  |  |                      |  |  |                          |  |
|                                  | Fadrique Álvarez de Toledo y Enríquez | García Álvarez de Toledo y Carrillo   |                              |  |  |       |  |  |                      |  |  |                          |  |
|                                  | Fadrique Álvarez de Toledo y Enríquez | María Enríquez de Quiñones y Cossines |                              |  |  |       |  |  |                      |  |  |                          |  |
| Pedro Álvarez de Toledo y Zúñiga | Fadrique Álvarez de Toledo y Enríquez |                                       |                              |  |  |       |  |  |                      |  |  |                          |  |
|                                  |                                       | Isabel de Zúñiga y Pimentel           | Álvaro de Zúñiga y Guzmán    |  |  |       |  |  |                      |  |  |                          |  |
|                                  |                                       | Isabel de Zúñiga y Pimentel           | Álvaro de Zúñiga y Guzmán    |  |  |       |  |  |                      |  |  |                          |  |
|                                  |                                       | Isabel de Zúñiga y Pimentel           | Leonor Pimentel y Zúñiga     |  |  |       |  |  |                      |  |  |                          |  |
| Eleonora di Toledo               |                                       | Isabel de Zúñiga y Pimentel           |                              |  |  |       |  |  |                      |  |  |                          |  |
|                                  |                                       | Luis Pimentel y Pacheco               | Rodrigo Alonso Pimentel      |  |  |       |  |  |                      |  |  |                          |  |
|                                  |                                       | Luis Pimentel y Pacheco               | Rodrigo Alonso Pimentel      |  |  |       |  |  |                      |  |  |                          |  |
|                                  |                                       | Luis Pimentel y Pacheco               | María Pacheco y Portocarrero |  |  |       |  |  |                      |  |  |                          |  |
| María Osorio y Pimentel          |                                       | Luis Pimentel y Pacheco               |                              |  |  |       |  |  |                      |  |  |                          |  |
|                                  |                                       | Juana Osorio y Bazán                  | Pedro Álvarez Osorio         |  |  |       |  |  |                      |  |  |                          |  |
|                                  |                                       | Juana Osorio y Bazán                  | Pedro Álvarez Osorio         |  |  |       |  |  |                      |  |  |                          |  |
|                                  |                                       | Juana Osorio y Bazán                  | María de Bazán               |  |  |       |  |  |                      |  |  |                          |  |
|                                  |                                       | Juana Osorio y Bazán                  |                              |  |  |       |  |  |                      |  |  |                          |  |